# L'avaro
L'avaro (L'Avare) è una commedia in cinque atti, del drammaturgo francese Molière.
È ambientata a Parigi nella casa di Arpagone, nell'arco di un giorno. La pièce venne rappresentata per la prima volta a Parigi, al Teatro di Palais-Royal il 9 settembre 1668 dalla “Troupe du Roy”. 
Il personaggio del vecchio avaro, che fa da protagonista, è uno dei caratteri tipici del teatro classico, che si ritrova anche nell'Aulularia di Tito Maccio Plauto, commediografo latino. Come nella commedia plautina il timore di essere derubato e, in seguito, la consapevolezza del furto subito offrono lo spunto a un'infinità di situazioni comiche, ma oltre a questo l'Avaro ha una struttura più complessa, dove la vicenda amorosa ha maggior spessore e rilievo.

## Tematiche
Molière affronta nell'opera il tema dell'avarizia scellerata, insieme a quelli dei matrimoni combinati e del gioco d'azzardo.

## Trama
Nella commedia, l'avaro in questione è Harpagon, il quale spera che sua figlia Elise si sposi con un uomo ricco ma vecchio, di nome Anselme, il quale accetterà la ragazza anche senza dote. La ragazza in realtà è innamorata di un altro ragazzo di nome Valère, il quale però è un povero squattrinato.

### Atto I
La scena si apre con Valerio ed Elisa che discutono delle controversie relative alla loro storia d'amore. La giovane, infatti, è preoccupata che suo padre, ancora all'oscuro dei sentimenti dei due, quando verrà a conoscenza dei fatti, non le permetterà di sposare il suo amato, privilegiando invece qualcun altro. Valerio a tal proposito le ricorda che ha accantonato le sue nobili origini facendosi assumere dal padre di lei come domestico, esclusivamente per vederla e per accattivarsi nel tempo l'amicizia, la fiducia e il rispetto del padre, al fine di presentarsi come validissimo candidato per le nozze di lei.
Valerio inoltre, convince Elisa a parlare della loro situazione al fratello di lei, Cleante, con il quale ha un ottimo rapporto di amicizia, in modo da poterlo consultare e di averlo favorevole alla loro causa. In quel momento giunge proprio Cleante, e prima che Elisa possa illustragli la sua situazione, il fratello le confida di essere perdutamente innamorato di una certa Marianna, che abita con la madre non molto lontano da casa loro, non agiate economicamente. Cleante continua dicendo di essere preoccupato per l'opinione del padre sui suoi sentimenti, poiché se verranno intralciati è pronto ad andar via di casa. La sorella ascoltando quelle parole non può far altro che comprender la situazione del fratello, poiché rispecchia la sua, che ancora non gli ha svelato. I due fratelli dunque, escono in giardino per continuare il loro discorso e trovare un rimedio. 
La scena si sposta nuovamente in casa dove Arpagone, furibondo, urla e inveisce contro Freccia, accusandolo di averlo sempre intorno per spiarne le mosse e rubagli i beni da lui guadagnati e faticosamente nascosti. Freccia, sorpreso e allo stesso tempo stanco di queste continue congetture folli, asserisce di non aver alcun interesse a volerlo derubare, poiché gli è sempre stato un onesto servitore. Tale discorso non fa altro che alimentare le fobie assurde di Arpagone, che in realtà teme che si venga a sapere dell'esistenza del suo tesoro. Dunque Arpagone prima di lasciarlo andare lo perquisisce alla ricerca di un'ipotetica refurtiva. Non appena Freccia si allontana, Arpagone medita tra sé quanto sia difficile trovare un nascondiglio sicuro per il suo tesoro di diecimila scudi. In quel momento giungono i suoi due figli, Elisa e Cleante, che rimprovera aspramente per andar in giro vestiti sontuosamente con nastri e parrucche, dilapidando il suo patrimonio; inoltre tale sfarzosità, sempre secondo Arpagone, incentiverebbe i malintenzionati a venire a rubare in casa sua. Cleante lo tranquillizza asserendo di comprarsi i vestiti con soldi propri, guadagnati al gioco. 
Arpagone, ora tranquillizzato, decide di rivelare ai figli la sua ferma intenzione di sposarsi con Marianna, e di far sposare Elisa la sera stessa con un certo Anselmo, che è ben agiato economicamente. Cleante all'udire tali parole si sente venir meno e si ritira costernato. Elisa invece, dichiara che non sposerà mai Anselmo e che la sua decisione sarebbe certamente approvata da chiunque. Proprio in quel momento giunge Valerio e Arpagone decide di mettere alla prova la veridicità delle parole appena espresse dalla figlia. Valerio superata in un primo momento la costernazione, sentendo le intenzioni di Arpagone, continua a reggere la parte di lodevole e fedele domestico, dando piena ragione al padre. In quel momento Arpagone sente un cane abbaiare e credendo, impaurito, che qualcuno abbia scoperto il suo tesoro nascosto in giardino, corre fuori a controllare. Elisa allora ne approfitta per chiarire per quale motivo Valerio ha assecondato la volontà del padre, invece di contraddirlo.
Valerio le confida che contraddirlo lo farebbe solo arrabbiare, poiché persone come lui non sono disposte ad ascoltare le opinioni altrui. Valerio la tranquillizza ulteriormente asserendo che per impedire il matrimonio quella sera stessa, basterà fingersi improvvisamente malata. Aggiunge inoltre che neanche i medici potranno scoprire che è una farsa, poiché non capiscono nulla. Arpagone rientra, ringraziando il cielo che non fosse successo niente. Riprendendo le redini del discorso lasciato in sospeso, Arpagone, entusiasta della ferma condivisione di idee di Valerio, ordina a quest'ultimo di fare le veci di sua figlia, aggiungendo che da quel momento avrà su di lei assoluto potere. Valerio ringrazia per le lodi di Arpagone e si allontana insieme ad Elisa.

### Atto II
Cleante chiede a Freccia come stiano procedendo le trattative con un certo Mastro Simone per ottenere un prestito di 15.000 franchi. Freccia mette in guardia il suo padrone sulle difficoltà e sulle controversie che implicano il chiedere soldi in prestito ad usurai. Lo mette al corrente che Mastro Simone non è altro che un mediatore di affari, e che lui a sua volta dovrà chiedere i soldi a una terza persona, e che tutto ciò costerà a Cleante un interesse del 25%. Tale notizia costerna Cleante che inveisce prima sulla disonestà del prestatore, e poi sull'avarizia scellerata di suo padre, che lo ha costretto a tali sotterfugi economici.
Ma nonostante ciò, Cleante accetta i compromessi e decide di vedersi di persona, accompagnato dal servo, con Mastro Simone e con il prestatore. Cleante scopre che il prestatore finale si rivelerà essere suo padre Arpagone, il quale alla scoperta di chi avrebbe dovuto ricevere a prestito i soldi, dà inizio a un dibattito acceso con il figlio, accusandolo di prestarsi a prestiti riprovevoli. Cleante, dal canto suo lo accusa di prestarsi ad azioni vergognose. Dunque il prestito monetario salta ed i quattro si dipartiscono. Giunge Frosina, che chiede ad Arpagone di potergli parlare. Il padrone però, impensierito per la salute del suo patrimonio, esce in giardino a controllare il suo tesoro, chiedendole di aspettarlo lì.
Nel frattempo arriva Freccia che chiede a Frosina come se la passa, e se per caso è implicata in qualche affare con Arpagone. Frosina asserisce che sta trattando un affaruccio per il padrone di casa, sperando di ottenere una piccola ricompensa, come premio del lavoro svolto. Freccia la dissuade dal crederlo capace di ciò asserendo che non esista uomo più avaro di lui. Rientra Arpagone chiedendo a Frosina, cosa avesse da dirgli. Lei le confida che i preparativi per il matrimonio fra Anselmo ed Elisa, e tra lui e Marianna, stanno procedendo nel migliore dei modi.
Continua dicendo che non ha fatto altro che parlare bene di lui a Marianna, suscitandole una gran voglia di vederlo e conoscerlo. Aggiunge che la giovane Marianna piena di virtù e ben assennata, stravede per i sessantenni come lui rispetto ai suoi coetanei dai quali non si sente minimamente attratta. Asserisce poi che come dono di nozze porterà 1.200 franchi, unica notizia che preoccupa Arpagone, il quale sperava in una cifra più consistente. Infine, Frosina approfitta delle liete notizie, per chiedergli dunque un piccolo aiuto economico per sistemare un processo in corso, che se lo perdesse avrebbe su di lei gravissime conseguenze. Arpagone dopo essersi rabbuiato al sentir parlare di favori economici, fa finta di non aver sentito ringraziando e salutando la serva per l'ottimo lavoro di mediazione, e andandosene via. Frosina, scandalizzata dal suo comportamento, inveisce contro il padrone, asserendo di non volersi arrendere, e di tentare la stessa tecnica con la futura moglie.

### Atto III
Arpagone convoca la servitù e i figli al fine di assegnargli i compiti in vista della cena di nozze che si dovrà compiere la sera stessa. A Donna Claudia ordina di provvedere alle pulizie. A Stecchino e Merluzzo impartisce il compito di servire le bevande. Ad Elisa affida l'incarico di controllare che non vi siano sprechi di cibo quando verrà sparecchiata la tavola. A Cleante invece, impartisce l'ordine di accogliere nel modo migliore Marianna, la sua futura matrigna. Infine a Mastro Giacomo, unico della casa a rivestire due funzioni, ordina di preparare una cena non troppo dispendiosa per otto persone, e poi di preparare i cavalli per andare alla fiera. Ma mastro Giacomo si trova subito in disaccordo per la cena in quanto vuole essere ben retribuito, e per i cavalli, che sono malnutriti e allo stremo, a causa dell'avarizia del padrone.
Interviene allora Valerio che, continuando a giocare il ruolo di ruffiano al solo scopo di accattivarsi sempre di più la stima del padrone di casa, prende le difese di Arpagone, inimicandosi sempre di più Mastro Giacomo che finisce col dichiarare la sua antipatia per il servo, e per confessare cosa pensa e cosa dice la gente di Arpagone, cioè che è uno scellerato avaro. Mastro Giacomo finisce con l'essere malmenato dal padrone per la sua audacia inopportuna. Arpagone se ne va infuriato. Mastro Giacomo coglie l'occasione per accusare ancora una volta Valerio di immischiarsi fastidiosamente nei fatti altrui. Fa quindi la voce grossa e inizia a minacciarlo. Valerio però gli si rivolta contro e Mastro Giacomo finisce per essere malmenato pure dal servo.
Nel frattempo Frosina e Marianna giungono in casa e, mentre aspettano l'arrivo di Arpagone, Marianna confida a Frosina di quanto sia riluttante a sposarsi con l'anziano padrone di casa, soprattutto perché è innamorata di un giovane ragazzo con il quale si è vista diverse volte, ma del quale non conosce la famiglia. Frosina asserisce che è meglio sposare un vecchio ricco, che un giovane squattrinato. Aggiunge che lei non deve far altro che aspettare che il suo vecchio sposo muoia di vecchiaia per ereditare i beni e quindi risposarsi ben agiata, con chi vuole. Marianna si sente inorridita dal dover attendere la morte di qualcun altro per poter vivere felice. Giunge finalmente Arpagone che suscita subito ribrezzo in Marianna, non solo per il brutto aspetto logorato dal tempo, ma per l'atteggiamento sprezzante che tiene nel presentare la figlia Elisa e il figlio Cleante, mostrati quasi come bestie indesiderate da mantenere, più che figli da amare.
Marianna, alla inaspettata vista di Cleante, si rallegra, e i due iniziano a farsi continue lodi e complimenti, insospettendo e ingelosendo il padre che non sa niente del loro amore segreto. Infine Cleante, come gesto d'amore per Marianna, sfila un anello dal dito del padre, e lo dona a Marianna, giustificandosi con Arpagone, di farlo in vece sua. Ciò nonostante il padre se la prende con il figlio inveendo contro di lui sottovoce. Marianna, molto restìa a tale regalo, finisce con l'accettarlo convinta da Valerio che il non prenderlo suoni come offesa e faccia arrabbiare Arpagone. Sopraggiunge Merluzzo che asserisce che i cavalli non sono ferrati e che devono essere portati dal maniscalco, se si vuole andare alla fiera. Mentre aspettano che i cavalli siano pronti, Cleante si propone per accompagnare Marianna in giardino facendole servire da mangiare. Arpagone insospettito, gli accosta Valerio, ordinandogli di controllare la situazione e di far in modo che non vi siano sprechi di cibo.

### Atto IV
Marianna confida a Cleante di essere in apprensione per le loro sorti, e di non avere in mente niente per porvi rimedio tranne forse la possibilità di cercare di rendere sua madre favorevole alla loro causa. Elisa le mostra la più sincera solidarietà mentre Frosina, incitata dai due fratelli, riesce infine ad escogitare un piano per raggirare Arpagone. Asserisce che il rifiuto diretto di Marianna nei confronti di Arpagone susciterebbe rancore verso tutti, impedendo sicuramente che ella possa in futuro sposarsi con suo figlio. Dunque propone che sia Marianna stessa a farsi rifiutare, mantenendo un comportamento che costringa il padrone di casa a ripensarci. Continua proponendo di trovare una donna anzianotta molto disponibile che interpreti il ruolo di nobildonna proprietaria di case e di un bene di 10.000 scudi, e di candidarla come futura moglie di Arpagone.
Infine asserisce che Arpagone finirebbe certamente col sposarla, perché nonostante ami molto Marianna, egli ama molto di più il denaro, anche se poi, quando vorrà vederci chiaro sul patrimonio della donna, rimarrà deluso. I quattro si separano, entusiasti dell'idea della serva. Giunge Arpagone che vede suo figlio salutare Marianna, baciandola sulla mano, cosa che fa nascere in lui il dubbio che vi possa essere qualcosa fra i due. Arpagone annuncia che i cavalli e la carrozza sono pronti e che Elisa e Marianna possono andare alla fiera. Cleante propone di andarci anche lui, ma il padre lo esorta a rimanere in casa, perché gli deve parlare.
Arpagone chiede dunque a Cleante cosa ne pensi della sua futura matrigna, e lui, seguendo il piano di Frosina, asserisce di ritenerla di bellezza mediocre, di portamento goffo, e di personalità comune. Arpagone allora gli confessa che tali discorsi mandano all'aria un progetto che aveva iniziato a coltivare, e che lo vedeva rinunciare al matrimonio, in quanto troppo anziano per lei, e che visto che si doveva celebrare un matrimonio, Cleante sarebbe stato più adeguato, ed avrebbe potuto prendere il suo posto. Cleante si mostra assolutamente favorevole all'idea del padre che però ora, avendo appena udito le considerazioni del figlio riguardo a Marianna, si sente costretto ad accantonare la sua idea. Allora Cleante, al fine di convincerlo, confessa la sua storia d'amore con Marianna, e i sentimenti che lui prova nei suoi confronti. Arpagone dunque getta la maschera e svela al figlio di aver finto di volergli dare Marianna in sposa, che ciò altro non era che un piano per fargli confessare i suoi sentimenti, sospettati dal padre.
Gli ordina quindi di rinnegare i suoi sentimenti, e di non ostacolarlo. Cleante dal canto suo, gli rinfaccia che farà proprio l'esatto contrario. Arpagone allora minaccia di picchiarlo con un bastone. Sopraggiunge Mastro Giacomo, che non potendo vedere padre e figlio litigare così irosamente, si intromette nel tentativo di farli andare d'accordo. Inizia quindi a fare da tramite dei due, allontanandoli e riportando prima a l'uno, poi all'altro quello che vogliono dirsi. La voglia di Mastro Giacomo di vederli riappacificati è così grande che durante il suo lavoro di mediazione non afferra lui stesso le intenzioni dei due, che finiscono con il riappacificarsi credendo di aver risolto la situazione. Mastro Giacomo con grandi ringraziamenti da entrambe le parti se ne va, ma appena padre e figlio riprendono l'argomento e si rendono conto che entrambi sono ancora fermi nelle loro solite intenzioni, ricomincia la lite.
Mentre Cleante si allontana, arriva dal giardino Freccia, con una cassetta, che lo incita a seguirlo, asserendo che è riuscito ad appropriarsi del tesoro di suo padre. Lo esorta quindi a scappar via poiché sentono le urla di suo padre. Arpagone scopre con sua enorme disperazione e costernazione, che il suo tesoro di 10.000 scudi è stato rubato. Inizia quindi ad urlare e inveire contro quelli di casa ritenendoli tutti colpevoli, e minacciando di chiamare i gendarmi per farli impiccare tutti quanti, e che, se alla fine non riuscirà a trovare il suo tanto prezioso e amabile tesoro, si impiccherà con le proprie mani.

### Atto V
Arpagone convoca il Commissario per indagare sul furto del suo tesoro di 10.000 scudi, ritenendo colpevole tutta la città, sobborghi compresi. Il Commissario lo rassicura dicendogli che inizieranno insieme a indagare sul furto. Interrogano dunque per primo Mastro Giacomo, che sentendo che il padrone è stato derubato, e che si sta cercando il colpevole, decide di vendicarsi su Valerio, per l'atteggiamento servizievole nei confronti del padrone di casa, per il modo di impicciarsi negli affari altrui e di voler comandare, e infine per le bastonate da poco prese. Dunque asserisce di aver visto Valerio con la suddetta scatola rubata in giardino.
Arpagone non perde tempo e va subito da Valerio accusandolo di tradimento e di furto, ed esortandolo a confessare tutto. Valerio, credendo che il padrone di casa abbia scoperto il suo intento di voler sposare Elisa, consolida la falsa testimonianza di Mastro Giacomo, confessando di aver attuato il piano a fin di bene e che merita di essere perdonato. Arpagone nega qualsiasi forma di perdono; mentre Valerio finisce col far intendere che è innamorato di Elisa e vuole sposarla. Il padrone di casa quindi ritiene che Valerio gli abbia rubato la cassetta del tesoro e in aggiunta voglia portargli via la figlia. Elisa giunge in difesa di Valerio ma senza alcun risultato. Arpagone quindi si reca da quello che nei suoi piani avrebbe dovuto essere il futuro marito di Elisa, cioè Anselmo, per spiegargli le complicanze che sono appena sorte.
Valerio si difende asserendo di essere innamorato di Elisa, ma di non essere responsabile del furto del tesoro di Arpagone, e che quando si conoscerà il colpevole le cose si risolveranno. Arpagone ed Anselmo lo ammoniscono di non inventarsi false reputazioni e titoli inesistenti, e di mostrare le prove di quello che dice. Valerio, quindi, rivela di essere figlio di Don Tommaso D'Alburzio di Napoli. Continua dicendo di essere scappato all'età di sette anni per fuggire dalle persecuzioni nei confronti di molte nobili famiglie di Napoli, e di essere stato allevato come un figlio dal capitano della nave con la quale fuggì, e una volta adulto, saputo che suo padre era ancora vivo, iniziò a cercarlo per il mondo.
Durante tale viaggio conobbe Elisa, si innamorò di lei e che questo incontro gli fece prendere la decisione di introdursi in casa come domestico. Come prova della sua storia, cita persone e mostra oggetti e cimeli appartenenti alla sua famiglia. Marianna, sentendo tale racconto riconosce in lui suo fratello, spiegando che anche lei e sua madre fuggirono per mare ma furono presi dai corsari e fatti schiavi. Dopo dieci anni di schiavitù, riebbero la libertà grazie a una felice circostanza, tornarono a Napoli dove tutti i loro beni erano stati però venduti, e senza aver notizia del padre. Passarono quindi per Genova, dove recuperarono una piccola parte di beni, giungendo infine a Parigi. A sentire il racconto di Valerio e Marianna, Anselmo capisce di essere il comune padre smarrito e si rivela ai presenti con gioia asserendo di essere Don Tommaso D'Alburzio di Napoli, di esser venuto ad abitare lì sotto il nome di Anselmo per dimenticare le disgrazie passate.
Aggiunge infine che intendeva sposarsi con una giovane donna come Elisa per rifarsi una nuova famiglia. A tali parole, Arpagone chiede ad Anselmo, ora padre di Valerio di provvedere a risarcire il furto di 10.000 scudi da parte di quest'ultimo. Sopraggiunge Cleante che tranquillizza il padre sulle sorti della cassetta, asserendo di custodirla lui stesso in un luogo, e che la riavrà a patto che permetta il matrimonio tra lui e Marianna. Arpagone però esige la cassetta per pagare le spese di matrimonio. Interviene quindi Anselmo che si offre di pagarle lui stesso il matrimonio e un nuovo vestito. Arriva però il commissario che esige di essere pagato per il lavoro di indagine svolto, sebbene breve. Arpagone si rifiuta di pagare e offre Mastro Giacomo, ormai scoperto autore di una falsa testimonianza, per la forca. Anselmo interviene ancora una volta, convincendolo a perdonare Mastro Giacomo e dichiarando che pagherà lui il commissario. Tutti quindi si accingono ai preparativi per il duplice matrimonio, mentre Arpagone non vede l'ora che tutto sia finito per riavere il tanto agognato tesoro.

## Trasposizione cinematografica
Nel 1990 fu realizzato il film "L'avaro" di Tonino Cervi, con protagonista Alberto Sordi.